# Joanne Andraca
Pour les articles homonymes, voir Andraca.
Joanne Andraca est une nageuse française née le 10 juillet 1988 à Hyères.

## Biographie
Elle est membre de l'équipe de France aux Jeux olympiques d'été de 2008 à Pékin, où elle échoue en séries de qualification du 400 mètres quatre nages.
Elle a été championne de France de natation en grand bassin sur 400 mètres quatre nages en 2007 et en 2008. Elle est aussi championne de France en petit bassin du 400 mètres quatre nages en 2008 et en 2009.
En club, elle a été licenciée à l'AC Hyères.
Elle est la fille du nageur Pierre Andraca.